# Аралов Маулен Аралович
Аралов Маулен Аралович (1911—1965) — каракалпацький актор. Член КПРС з 1942.
Перший на каракалпацькій сцені створив образ Тараса Шевченка у виставі «Бердах» (1952) за однойменною п'єсою Жолмурзи Аймурзаєва.